# Willow Hill (Illinois)
Pour les articles homonymes, voir Willow Hill.
Willow Hill est un village du comté de Jasper dans l'Illinois, aux États-Unis,. Situé à l'est du comté, il est incorporé le 14 novembre 1901.

## Démographie
Lors du recensement de 2010, le village comptait une population de 230 habitants. Elle est estimée, en 2016, à 227 habitants.

## Source de la traduction
- (en) Cet article est partiellement ou en totalité issu de l’article de Wikipédia en anglais intitulé « Willow Hill, Illinois » (voir la liste des auteurs).